# Liste antiker Ortsnamen und geographischer Bezeichnungen/Mu
| Lateinischer Name     | Griechischer Name                  | Beschreibung                                                         | Heute                                       | Quellen und Verweise | Lage |
| --------------------- | ---------------------------------- | -------------------------------------------------------------------- | ------------------------------------------- | -------------------- | ---- |
| Muchiresis            |                                    |                                                                      |                                             | Smith;               |      |
| Mucrae                |                                    |                                                                      |                                             | Smith;               |      |
| Mucuni                |                                    |                                                                      |                                             | Smith;               |      |
| Mudutti               |                                    |                                                                      |                                             | Smith;               |      |
| Mugilla               |                                    |                                                                      |                                             | Smith;               |      |
| Muicurum              |                                    |                                                                      |                                             | Smith;               |      |
| Mulelacha             |                                    |                                                                      |                                             | Smith;               |      |
| Mulucha, Malva        |                                    | Grenzfluss zwischen Mauretania Tingitana und Mauretania Caesariensis | Moulouya in Marokko                         | Smith;               |      |
| Munda                 |                                    | Stadt in Hispanien, Ort der Schlacht von Munda                       |                                             | Smith (1);           |      |
| Munda                 |                                    | Stadt der Keltiberer                                                 |                                             | Smith (2);           |      |
| Munda                 |                                    | Fluss in Lusitania                                                   | Mondego in Portugal                         | Smith (3);           |      |
| Munda                 |                                    | Fluss in Hispanien                                                   | Carchena, Nebenfluss des Guadajoz           |                      |      |
| Mundobriga            |                                    |                                                                      |                                             | Smith;               |      |
| Munimentum Corbulonis |                                    |                                                                      |                                             | Smith;               |      |
| Munimentum Trajani    |                                    |                                                                      |                                             | Smith;               |      |
| Munychia              | Μουνιχία (Mounichia)               | Hügel auf der Piräus-Halbinsel                                       | Kastella                                    | Smith;               |      |
| Muranum               |                                    |                                                                      |                                             | Smith;               |      |
| Murbogi               |                                    |                                                                      |                                             | Smith;               |      |
| Murgantia             |                                    |                                                                      |                                             | Smith;               |      |
| Murgis                |                                    |                                                                      |                                             | Smith;               |      |
| Muriane               |                                    |                                                                      |                                             | Smith;               |      |
| Murius                |                                    |                                                                      |                                             | Smith;               |      |
| Murocincta            |                                    |                                                                      |                                             | Smith;               |      |
| Mursa Major, Mursia   | Μοῦρσα (Moursa), Μουρσία (Moursia) | römischer Kastellort und Kolonie in Niederpannonien                  | Osijek in Kroatien                          | Smith;               |      |
| Mursa Minor, Mursella |                                    | Ort im unteren Pannonien                                             | Petrijevci in Kroatien                      | Smith;               |      |
| Murus Caesaris        |                                    |                                                                      |                                             | Smith;               |      |
| Musagores             |                                    |                                                                      |                                             | Smith;               |      |
| Musarna               |                                    |                                                                      |                                             | Smith;               |      |
| Musones               |                                    |                                                                      |                                             | Smith;               |      |
| Mustis, Musti         |                                    | römische Stadt in der Provinz Africa proconsularis                   |                                             | Smith;               |      |
| Musulamii             |                                    |                                                                      |                                             | Smith;               |      |
| Mutenum               |                                    |                                                                      |                                             | Smith;               |      |
| Muthul                |                                    |                                                                      |                                             | Smith;               |      |
| Mutina                | Μουτίνη (Moutinē)                  | Stadt in Gallia cispadana                                            | Modena in Italien                           | Smith;               |      |
| Mutuscae              |                                    |                                                                      |                                             | Smith;               |      |
| Mutyca                |                                    |                                                                      |                                             | Smith;               |      |
| Muza                  | Μύζα (Myza)                        | Hafenstadt in Südarabien                                             | vermutlich Mokka im Jemen                   | Smith;               |      |
| Muziris               | Μουζιρίς (Mouziris)                | Stadt an der indischen Westküste                                     | Kodungallur im indischen Bundesstaat Kerala | Smith;               |      |